# سيوني بولنيسي
نادي سيوني بولنيسي لكرة القدم (Football Club Sioni Bolnisi) هو نادي كرة قدم جورجي يقع مقره في مدينة بولنيسي، تأسس سنة 1936.

## التاريخ
بعد أن أمضى النادي عدة سنوات في الأقسام السفلى لكرة القدم الجورجية بين عامي 1990 و 1995، صعد سيوني إلى دوري أوماغليسي ليجا لموسم 1995/96 وظل يلعب هناك منذ ذلك الحين.